# Marcela Daniel
Marcela Daniel (* 10. August 1943) ist eine ehemalige panamaische Sprinterin.
1959 gewann sie bei den Panamerikanischen Spielen in Chicago Silber in der 4-mal-100-Meter-Staffel. 
Bei den Zentralamerika- und Karibikspielen 1962 holte sie Silber über 100 m mit ihrer persönlichen Bestzeit von 12,12 s.
1964 schied sie bei den Olympischen Spielen in Tokio über 100 m, 200 m und mit der 4-mal-100-Meter-Stafette im Vorlauf aus.